# Délvidéki Mária Rádió
A Mária Rádió Szerbiában 2003 óta működik. Először Újvidéken és környékén volt hallható, 2005. június 18-a óta Szabadkán, illetve az egész Észak-bácskai körzetben is fogható az adás. Kezdetben fél napos magyar nyelvű műsor és fél napos horvát/szerb nyelvű műsor készült.
A szerbiai Mária Rádió újabban négy leadón keresztül sugározza műsorát, ami azt jelenti, hogy az eddigi Újvidék, illetve Szabadka környékén kívül, sokkal nagyobb területen fogható az adás: újabban Pancsova, Zombor, Zaječar, Rednek és Niš városaiban nyíltak új adók, s így Szerbia nagy része le lett fedve. Ahol a magyar adást a többség nem érti meg, tehát Szerbia déli részén, magyar nyelven csak két órás napi műsor hallható, a műsoridő többi része pedig horvát, illetve szerb nyelvű.

## Jövőbeli tervek
Egy találkozás alkalmával Emanuele Ferrario, a Mária Rádió Világcsaládjának elnöke tett egy ajánlatot, miszerint nyíljon még egy stúdió Szabadkán, és e stúdió segítségével legyen biztosítva napi 24 órás magyar nyelvű adás azon a területen, ahol eddig is hallgatni lehetett a Mária Rádiót, sőt még egy kicsit nagyobb területen is, mégpedig ott, ahol a magyar ajkú hívek élnek. A szabadkai stúdió már megkezdte működését és egy leadón Szabadka környékén 24 órás magyar nyelvű műsor megy: 12 óra Szabadka- illetve Újvidékről, 12 óra pedig a budapesti stúdióból.

## Munkatársak és együttműködések
A Délvidéki Mária Rádió igazgatója ft. Palatinus István, műsorszerkesztője Petri Erika, koordinátora Kovács Csaba. A műsor szoros együttműködéssel készül a budapesti, erdélyi és felvidéki stúdiókkal együtt.

## Földi sugárzás
- újvidéki vételkörzet: 90,0 FM
- szabadkai vételkörzet: 90,7 FM
- zombori vételkörzet: 95,7 FM
- zichyfalvi vételkörzet: 89,7 FM

## Internetes elérhetőség
A délvidéki Mária Rádió adása élőben hallgatható a www.radiomaria.org honlapon.

## Kapcsolódó oldalak
- Mária Rádió
- Magyarországi Mária Rádió
- Erdélyi Mária Rádió